# Comuna Orbeni, Bacău
Orbeni (în maghiară Orbény) este o comună în județul Bacău, Moldova, România, formată din satele Orbeni (reședința) și Scurta.

## Așezare
Comuna se află în partea de sud a județului, pe colinele de pe malul drept al Siretului, în bazinul afluentului acestuia, râul Orbeni. Este străbătută de șoseaua națională DN2, care leagă Bacăul de Focșani și trece prin estul comunei, dar și de șoseaua județeană DJ119D, care o leagă spre nord de Parava și spre sud de Valea Seacă (unde se termină în DN2). Prin comună trece și calea ferată Bacău-Focșani, pe care este deservită de stația Orbeni.

## Demografie
Componența etnică a comunei Orbeni
     Români (92,95%)
     Alte etnii (0,06%)
     Necunoscută (6,99%)
Componența confesională a comunei Orbeni
     Ortodocși (90,62%)
     Alte religii (2,3%)
     Necunoscută (7,07%)
Conform recensământului efectuat în 2021, populația comunei Orbeni se ridică la 3.605 locuitori, în scădere față de recensământul anterior din 2011, când fuseseră înregistrați 3.760 de locuitori. Majoritatea locuitorilor sunt români (92,95%), iar pentru 6,99% nu se cunoaște apartenența etnică. Din punct de vedere confesional, majoritatea locuitorilor sunt ortodocși (90,62%), iar pentru 7,07% nu se cunoaște apartenența confesională.

## Politică și administrație
Comuna Orbeni este administrată de un primar și un consiliu local compus din 13 consilieri. Primarul, Costache Popa[*], de la Partidul Social Democrat, este în funcție din 2016. Începând cu alegerile locale din 2024, consiliul local are următoarea componență pe partide politice:
|  | Partid                          | Consilieri | Componența Consiliului | Componența Consiliului | Componența Consiliului | Componența Consiliului | Componența Consiliului | Componența Consiliului | Componența Consiliului | Componența Consiliului | Componența Consiliului | Componența Consiliului |
|  | ------------------------------- | ---------- | ---------------------- | ---------------------- | ---------------------- | ---------------------- | ---------------------- | ---------------------- | ---------------------- | ---------------------- | ---------------------- | ---------------------- |
|  | Partidul Social Democrat        | 10         |                        |                        |                        |                        |                        |                        |                        |                        |                        |                        |
|  | Partidul Național Liberal       | 2          |                        |                        |                        |                        |                        |                        |                        |                        |                        |                        |
|  | Alianța pentru Unirea Românilor | 1          |                        |                        |                        |                        |                        |                        |                        |                        |                        |                        |

## Istorie
La sfârșitul secolului al XIX-lea, comuna făcea parte din plasa Răcăciuni a județului Putna și era formată din satele Orbenii de Jos și Orbenii de Sus, cu 1560 de locuitori ce trăiau în 375 de case. În comună existau trei biserici și o școală mixtă cu 18 elevi. La acea vreme, pe teritoriul actual al comunei mai funcționa în aceeași plasă și comuna Scurta, formată doar din satul de reședință, cu 960 de locuitori. Existau și aici șapte mori de apă, trei biserici și o școală mixtă cu 77 de elevi. Anuarul Socec din 1925 consemnează comunele în aceeași alcătuire, în plasa Trotuș a aceluiași județ; comuna Orbeni avea 1689 de locuitori, iar comuna Scurta — 1442.
În 1950, cele două comune au fost transferate raionului Adjud din regiunea Putna, apoi (după 1952) din regiunea Bârlad și (după 1956) din regiunea Bacău, comuna Scurta fiind în timp desființată iar satul ei inclus în comuna Orbeni. În 1968, comuna a trecut la județul Bacău, iar satele Orbenii de Jos și Orbenii de Sus au fost comasate, formând satul Orbeni.

## Monumente istorice
În comuna Orbeni se află biserica de lemn „Sfântul Nicolae”, monument istoric de arhitectură de interes național, aflată în centrul satului Orbeni, și datând din 1785.
În rest, singurul obiectiv din comună inclus în lista monumentelor istorice din județul Bacău ca monument de interes local este școala din satul Orbeni, construită în 1893 și clasificată tot ca monument de arhitectură.